# Sheikh Sibi
Sheikh Sibi (ur. 21 lutego 1998 w Serrekundzie) – gambijski piłkarz grający na pozycji bramkarza. Od 2015 jest zawodnikiem klubu Virtus Verona.

## Kariera piłkarska
Swoją piłkarską karierę Sibi rozpoczął w klubie Tallinding United, w którym w 2014 roku zadebiutował w drugiej lidze gambijskiej. W 2015 roku przeszedł do włoskiego Virtusu Verona. Od 2015 do 2018 grał w jego barwach w Serie D, a w sezonie 2017/2018 wywalczył z nim awans do Serie C1.
| Sezon   | Klub              | Kraj   | Rozgrywki       | Mecze | Gole |
| ------- | ----------------- | ------ | --------------- | ----- | ---- |
| 2014    | Tallinding United | Gambia | Second Division | ?     | ?    |
| 2015/16 | Virtus Verona     | Włochy | Serie D         | 0     | 0    |
| 2016/17 | Virtus Verona     | Włochy | Serie D         | 10    | 0    |
| 2017/18 | Virtus Verona     | Włochy | Serie D         | 25    | 0    |
| 2018/19 | Virtus Verona     | Włochy | Serie C1        | 7     | 0    |
| 2019/20 | Virtus Verona     | Włochy | Serie C1        | 5     | 0    |
| 2020/21 | Virtus Verona     | Włochy | Serie C1        | 13    | 0    |

## Kariera reprezentacyjna
W reprezentacji Gambii Sibi zadebiutował 29 marca 2021 w wygranym 1:0 meczu kwalifikacji do Pucharu Narodów Afryki 2021 z Demokratyczną Republiką Konga, rozegranym w Kinszasie. W 2022 roku został powołany do kadry na Puchar Narodów Afryki 2021. Nie rozegrał na nim żadnego meczu.